# Xylocopa albiceps
Xylocopa albiceps är en biart som beskrevs av Fabricius 1804. Xylocopa albiceps ingår i släktet snickarbin, och familjen långtungebin. Inga underarter finns listade i Catalogue of Life.